# Wateringbury
Wateringbury är en ort och civil parish i grevskapet Kent i sydöstra England. Orten ligger i distriktet Tonbridge and Malling, cirka 8 kilometer sydväst om Maidstone. Civil parishen hade 1 976 invånare vid folkräkningen år 2021.